# 東松島市立宮戸小学校
東松島市立宮戸小学校（ひがしまつしましりつ みやとしょうがっこう）は、かつて宮城県東松島市の宮戸にあった公立小学校。2016年3月末をもって東松島市立野蒜小学校と統合により閉校した。統合後の校名は東松島市立宮野森小学校となり2016年4月に開校。

## 概要
宮戸島のほぼ中央の高台にある唯一の小学校で、昭和30年代には約300名の児童数だったが、島民の減少と共に児童数も減っている。

## 沿革
- 1873年（明治6年） 開校
- 2011年（平成23年）3月 東日本大震災により停電が続くも、住民の避難先となる[3]。
- 2012年（平成24年）7月 太陽光発電システム完成[4]。
- 2015年（平成27年）4月 全校児童数18名[3]
- 2016年（平成28年）3月 - 野蒜小学校と統合し閉校[2]。

## 教育目標
目指す児童像
- みずから きたえる子
- やさしく たすけあう子
- ともに かんがえる子

## 所在地
宮城県東松島市宮戸字二ツ橋1番地

## アクセス
JR東日本仙石線の東名駅より南へ車で10分